# Kamienica Oleśnickich w Sandomierzu
Kamienica Oleśnickich – dawna kamienica mieszczańska w Sandomierzu (Rynek 10), pochodząca z przełomu XVI i XVII w.
Murowana, dwupiętrowa kamienica wzniesiona została w stylu renesansowym. Pierwotnie stanowiła własność Jerzego Kojszora, z pochodzenia Greka. W XVI w. właścicielem nieruchomości był również wojewoda brzesko-kujawski Andrzej Leszczyński. Pierwszy budynek uległ najprawdopodobniej zniszczeniu w wielkim pożarze miasta w 1757 r. Później działkę zakupili Oleśniccy, którzy prawdopodobnie w latach 1770-1780 odbudowali na niej budynek w znanym dziś nam kształcie. Front czteroosiowy, zdobionym pilastrami pomiędzy dużymi prostokątnymi oknami, kondygnacje rozdzielone wydatnym belkowaniem, na parterze głębokie podcienia o dwóch łukach. Szczyt fasady zwieńczony eleganckim barokowym szczytem ze skróconą, ślepą attyką i wazonami. Kamienica była remontowana w latach 1955–1958 według projektu architekta Józefa Jamroza. Wysunięta nieco przed linię zabudowy rynkowej pierzei, uważana jest za najpiękniejszą w Sandomierzu.
Obecnie w kamienicy mieści się Muzeum Okręgowe, a na parterze siedziba Urzędu Pocztowego Poczty Polskiej. W niej również wejście do rozległych piwnic i podziemnych korytarzy, służących dawniej jako magazyny kupieckie, udostępnionych obecnie do zwiedzania jako Podziemna Trasa Turystyczna „Lochy Sandomierskie”.
Według tradycji podziemne korytarze istniały w mieście już w XIII w. W rzeczywistości piwnice te powstały w większości w okresie od XV do XVI wieku przez wydrążenie w lessowych pokładach komór i korytarzy pod budynkami i placem Starego Rynku. Głębokość lochów dochodziła nawet do 15 m. Kopane były bez żadnych zabezpieczeń ścian i stropów. W XX wieku, przez przenikanie wody do pokładów lessu, stały się zagrożeniem dla sandomierskiej starówki (less w kontakcie z wodą traci wytrzymałość, powodując obsuwanie się ścian lochów i zapadanie stropów). W latach 1964–1977 pracownicy Przedsiębiorstwa Robót Górniczych Bytom przeprowadzili pod kierunkiem specjalistów z krakowskiej AGH rozległe prace zabezpieczające, a trasę udostępniono do zwiedzania. Z lochami związana jest legenda o Halinie Krępiance, która przechytrzyła Tatarów w czasie najazdu w XIII wieku.